# 狹山市
狭山市（日语：／ Sayama shi */?）是位於日本埼玉縣西南部、入間川流域的城市，人口約15万人。當地在1960年代以後成為東京郊外的通勤城鎮，人口大量增加。近年逐漸步入高齡化（少子高齡化），受到都心回歸現象影響，社會移入人口也明顯減少。市內有兩條西武鐵道路線通過。航空自衛隊入間基地有9成區域在狹山市內，剩下的1成則在入間市。

### 市名由來
市名來自狹山丘陵及特產品「狹山茶」。「狹山」由來並不清楚，過去的「狹山」是指狹山丘陵周邊區域，包含了狹山市、所澤市、入間市、東村山市、東大和市、武藏村山市、瑞穗町等地。

## 歷史
- 古代 - 屬武藏國入間郡。
- 716年（靈龜2年）- 成立高麗郡（日语：高麗郡）。中世以後入間川西岸部分地區劃入高麗郡。
- 中世 - 鎌倉街道上道的宿場町入間川宿繁榮發展。鎌倉街道上道在入間川宿分為往上野國與往下野國。
- 近世 - 為川越藩（日语：川越藩）領與天領。其中天領為旗本小笠原氏（日语：小笠原氏）的旗本知行地（日语：地方知行）。
- 近世中期 - 武藏野（日语：武蔵野）在不老川流域開發新田，入間、堀兼居民增加。
- 1894年（明治27年） - 川越鐵道開通。入間川站（現狹山市站）、入曾站開業。
- 1933年（昭和8年） -  武藏野鐵道稻荷山公園站開業。
- 1938年（昭和13年） - 陸軍航空士官學校（現入間基地）開設。
- 1945年（昭和20年） - 戰後美軍接收「強森基地」。
- 1954年（昭和29年）7月1日 - 入間郡入間川町（日语：入間川町）、入間村（日语：入間村）、堀兼村（日语：堀兼村）、奧富村（日语：奥富村）、柏原村（日语：柏原村 (埼玉県)）、水富村（日语：水富村）合併成立狹山市[2]。
- 1963年（昭和38年） - 返還強森基地，為航空自衛隊入間基地。
- 1960年代起，隨著開發，人口急速增長。
- 1964年（昭和39年） - 新狹山站開業。
- 1979年（昭和54年） - 西武新宿線入間川站改稱狹山市站。
- 1983年（昭和58年）4月1日 - 與入間市重劃市界。
- 1984年（昭和59年） - 人口破15萬人。
- 2005年（平成17年）1月30日 - 與入間市合併公投未通過，合併案遭到否決。

## 地理
全市屬武藏野台地。由西南（入間、飯能方向）往東北（川越方向）流的一級河川入間川是本市象徵。市區沿國道16號與西武新宿線發展。「狹山茶」茶田多在入曾、堀兼地區。奧富地區田圃も多く見られる。狹山市鄰接川越市、所澤市、入間市、飯能市、日高市，市區已與入間市、川越市連成一氣。

## 人口
| 狹山市人口分布圖 |                                               |  |
| 狹山市與日本全國年齡別人口分布比較圖 （2005年資料） | 狹山市的年齡、男女別人口分布圖 （2005年資料） |  |
| ■紫色是狹山市 ■綠色是全国 | ■藍色是男性 ■紅色是女性                       |  |
| 狹山市人口變化 \| 1970年 \| 60,886人 \| \| \| 1975年 \| 98,548人 \| \| \| 1980年 \| 124,029人 \| \| \| 1985年 \| 144,366人 \| \| \| 1990年 \| 157,309人 \| \| \| 1995年 \| 162,240人 \| \| \| 2000年 \| 161,460人 \| \| \| 2005年 \| 158,074人 \| \| \| 2010年 \| 155,738人 \| \| \| 2015年 \| 152,393人 \| \| \| 2020年 \| 148,699人 \| \| |                                               |  |
| 資料來源：日本總務省統計中心提供之人口普查數據 |                                               |  |
| 1970年 | 60,886人                                      |  |
| 1975年 | 98,548人                                      |  |
| 1980年 | 124,029人                                     |  |
| 1985年 | 144,366人                                     |  |
| 1990年 | 157,309人                                     |  |
| 1995年 | 162,240人                                     |  |
| 2000年 | 161,460人                                     |  |
| 2005年 | 158,074人                                     |  |
| 2010年 | 155,738人                                     |  |
| 2015年 | 152,393人                                     |  |
| 2020年 | 148,699人                                     |  |

## 行政

### 市長
- 小谷野剛（こやの　つよし。無所屬。第一任。2015年（平成27年）7月27日 - ）

### 市町村合併構想
狹 山市與入間市的合併追溯至過去入間川町與豐岡町的合併構想，兩市在歷史發展上淵源深厚。2000年左右，兩市開始推動合併，原先預定2006年1月1日合 併，新市名為「狹山市」。但2005年1月30日，狹山市公投未能通過，而入間市市民民調也顯示多數民眾反對，合併協議會最終宣告解散。

## 立法

### 市議會
- 議員席次：22
- 議長：磯野和夫（公明黨狹山市議會議員團）
- 副議長：新良守克（創政會）
- 任期：2015年5月1日 - 2019年4月30日
- 黨派：
  - 創造（5席）
  - 公明黨狹山市議會議員團（4席）
  - 創政會（3席）
  - 日本共產黨狹山市議會議員團（3席）
  - 光輝（かがやき）（2席）
  - 新政未來（2席）
  - 無所屬（2席）
  - 缺額1

## 經濟

### 工業
市內有川越狹山與狹山兩個工業區，製造品產額為縣內第一。市制施行時，本地還是以特產「狹山茶」聞名的農業都市。1955年（昭和30年）12月，本市制定條例，大力推動企業投資。1966年（昭和41年）與1973年（昭和48年）分別完成川越狹山工業團與狹山工業團地，狹山市因而轉變為工業都市。1982年（昭和57年）起，本市製造品產值就一直位居埼玉縣第1，是縣內最大的工業都市。
- 川越狹山工業團地 - 本田技研工業埼玉製作所、樂天狹山工場、住友電裝（日语：住友電装）狹山工場、全酪（日语：全国酪農業協同組合連合会）（ジャパンミルクネット）狹山工場、Kikkoman Soyfoods（日语：キッコーマンソイフーズ）埼玉工場與新埼玉工場等
- 狹山工業團地 - 小岩井乳業（日语：小岩井乳業）東京工場、大日本印刷狹山工場等
- 高絲狹山工場與入曾工場、入間川橡膠（日语：入間川ゴム）本社工場、CITIZEN MICRO（日语：シチズンマイクロ）本社工場、山本製作所入間川事業所

### 農業
- 農業已衰退，但市內超市仍可見到當地生產的蔬菜。
  - JA入間野農業協同組合（日语：いるま野農業協同組合）管轄。
  - 入曾站附近有管轄埼玉縣內狹山茶生產地區的狹山茶業農業協同組合，約有280名生產者加盟。

狹山茶與入間市為共通名產。主產地在入間市。狹山市內的主要產地為入曾、堀兼地區，但逐漸減少。產量在過去長時間僅次於入間市，2000年代以後遭所澤市超越。
芋同為入間市與所澤市名產。農家大幅減少，現多估應給東京與京都的高級料亭。
入間牛蒡主產地在狹山市。現在受到農業衰退的影響已大幅減少。
入間紅蘿蔔現在受到農業衰退的影響已大幅減少。
觀光葡萄園以入曾地區為中心。

### 商業
受到中核都市所澤市與川越市的影響，個體商店正逐漸減少。市內目前有永旺狹山店、山田電機、永旺武藏狹山店、PC DEPOT等擁有大型停車場的大型店鋪，其主要目標客群為國道16號線的首都圈環狀商圈消費者。
狹山市由於同屬於西武百貨店設點的所澤商圈與丸廣百貨店本店所在的川越商圈，市內沒有大型百貨店。1973年9月，西友在入間地區水野開設小型實驗店鋪。1981年9月，株式會社FamilyMart成立，該店成為一號店「FamilyMart狹山店」（現為「入曾店」）。
- 永旺武藏狹山店
- 永旺狹山店
- Emio（日语：Emio）狹山市（blooming bloomy（日语：いなげや）狹山市站店等）
- 狭山購物中心Yaoko（Yaoko狹山店、PASEOS（日语：パシオス）狹山店等）
- Yaoko入曾店
- 入曾Market City（Yaoko（日语：ヤオコー）北入曾店、麥當勞、SUGI藥局（日语：スギ薬局）、大創、島村（日语：しまむら）、Sekichu（日语：セキチュー）狹山店）
- Vesta狹山（ belc（日语：ベルク (企業)） Vesta狹山店、Keiyo D2（日语：ケーヨー）、松本清、大創、UNIQLO、ABC-MART（日语：ABCマート）、摩斯漢堡）
- PC DEPOT狹山本店（GEO（日语：ゲオ）新狹山店、HARD OFF（日语：ハードオフコーポレーション）／OFF HOUSE（日语：ハードオフコーポレーション）狹山店）
- 山田電機Tecc Land狹山店
- 山田電機Tecc Land狹山富士見店（GEO狹山店）

### 金融
- 瑞穗銀行新所澤支店狹山出張所
- 三菱東京UFJ銀行狹山支店
- 埼玉里索那銀行
  - 狹山支店
  - 新狹山支店
- 武藏野銀行
  - 狹山支店
  - 入曾支店
  - 狹山西支店
- 埼玉縣信用金庫（日语：埼玉縣信用金庫）狭山支店
- 飯能信用金庫（日语：飯能信用金庫）
  - 入曾支店
  - 狹山西支店
  - 新狭狹山支店
  - 狹山支店
- 青梅信用金庫（日语：青梅信用金庫）狹山支店
- 中央勞動金庫（日语：中央労働金庫）狹山支店
- JA入間野農業協同組合（日语：いるま野農業協同組合）
  - 狹山支店
  - 柏原支店
  - 水富支店
  - 入曽支店
  - 堀兼支店
  - 奧富支店

### 其他企業
- 狹山有線電視（日语：狭山ケーブルテレビ）

## 姊妹都市
- 津南町（新潟縣中魚沼郡）
1997年1月30日締結友好都市
- 統營市（大韓民國）
1973年7月4日締結姊妹都市（当時為忠武市）。2005年因島根縣「竹島之日」條例成立而中斷交流[3]。2006年10月24日，統營市國際交流協會訪問團來訪[4]。
- 沃辛頓（日语：Worthington, Ohio）（美國俄亥俄州）
1999年11月1日締結姊妹都市
- 杭州市（中華人民共和國）
1996年7月8日締結姊友好都市

## 地域

### 町名、大字
市域可分為合併前的1町5村與新興2地區共8地域。
入間川地區

- 澤
- 狹山
- 入間川
- 鵜之木

- 稻荷山
- 祇園
- 中央
- 富士見

入曾地區
- 大字北入曾
- 大字南入曾
- 大字水野

堀兼地區

- 大字堀兼
- 大字上赤坂
- 大字中新田

- 大字青柳
- 大字加佐志
- 大字東三木

奧富地區
- 大字上奧富
- 大字下奧富
- 大字柏原新田

柏原地區
- 柏原

水富地區

- 大字上廣瀨
- 廣瀨台
- 大字下廣瀨
- 廣瀨
- 廣瀨東

- 杜鵑野（つつじ野）
- 大字根岸
- 根岸
- 大字笹井
- 笹井

狹山台地區
舊堀兼村域
- 狹山台

新狹山地區
舊奧富村域
- 新狹山

### 教育

#### 小學校
- 狹山市立入間川小學校
- 狹山市立入間川東小學校
- 狹山市立入間野小學校
- 狹山市立御狩場小學校
- 狹山市立奧富小學校
- 狹山市立柏原小學校
- 狹山市立笹井小學校
- 狹山市立狹山台小學校
- 狹山市立山王小學校（日语：狭山市立山王小学校）
- 狹山市立新學山小學校
- 狹山市立廣瀨小學校
- 狹山市立富士見小學校
- 狹山市立堀兼小學校
- 狹山市立水富小學校（預定廢校）
- 狹山市立南小學校（日语：狭山市立南小学校）
- 西武學園文理小學校（日语：西武学園文理小学校）

#### 中學校
- 狹山市立入間川中學校（日语：狭山市立入間川中学校）
- 狹山市立入間野中學校
- 狹山市立柏原中學校
- 狹山市立狭山台中學校
- 狹山市立山王中學校
- 狹山市立中央中學校
- 狹山市立西中學校（日语：狭山市立西中学校）
- 狹山市立東中學校（日语：狭山市立東中学校）（預定廢校）
- 狹山市立堀兼中學校（日语：狭山市立堀兼中学校）
- 西武學園文理中學校（日语：西武学園文理中学校・高等学校）

#### 高等學校
- 埼玉縣立狹山綠陽高等學校（日语：埼玉県立狭山緑陽高等学校）
- 埼玉縣立狹山清陵高等學校（日语：埼玉県立狭山清陵高等学校）
- 埼玉縣立狹山工業高等學校（日语：埼玉県立狭山工業高等学校）
- 埼玉縣立狹山經濟高等學校（日语：埼玉県立狭山経済高等学校）
- 秋草學園高等學校（日语：秋草学園高等学校）
- 西武學園文理高等學校（日语：西武学園文理中学校・高等学校）

#### 大學

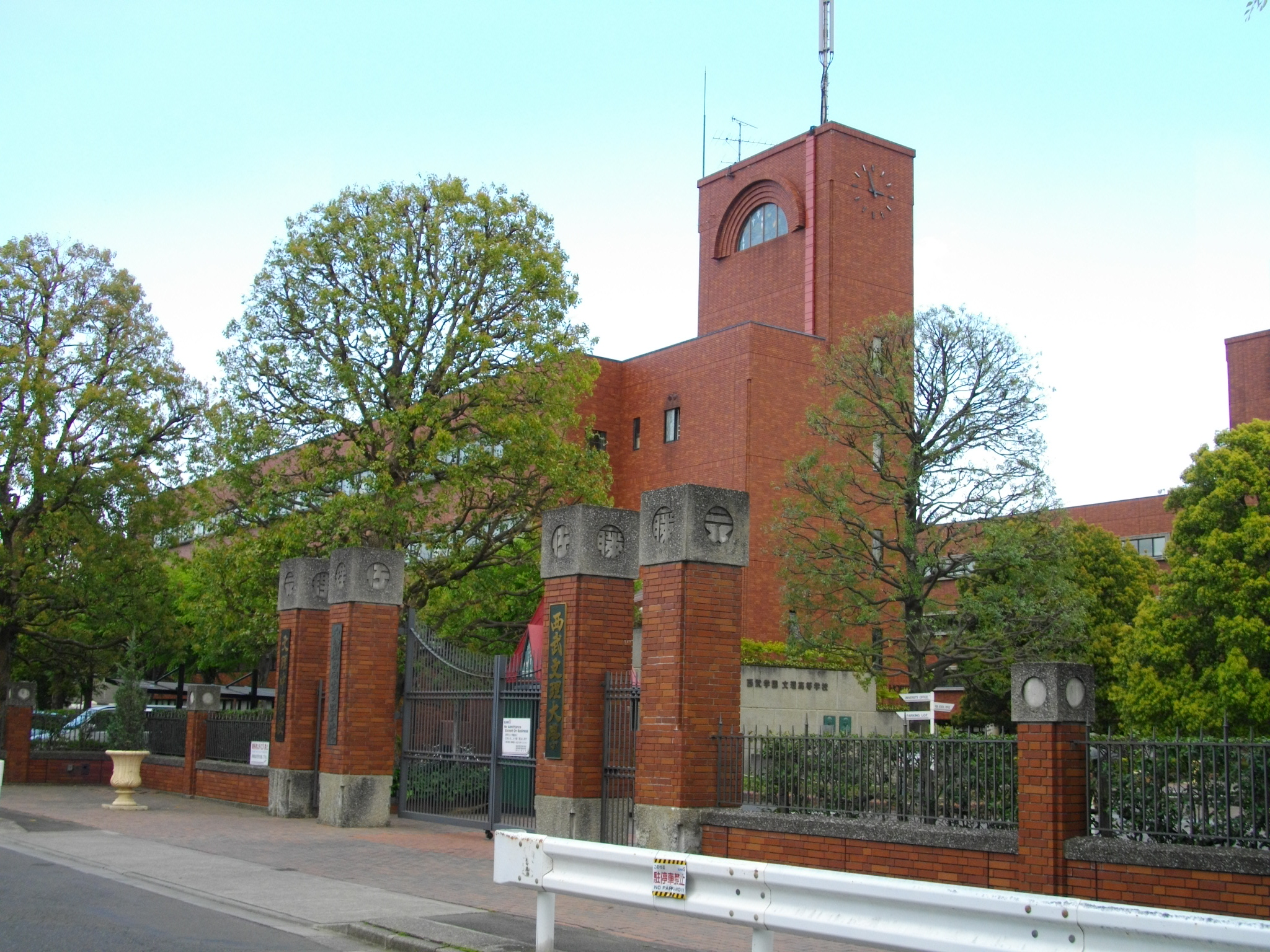
西武文理大学

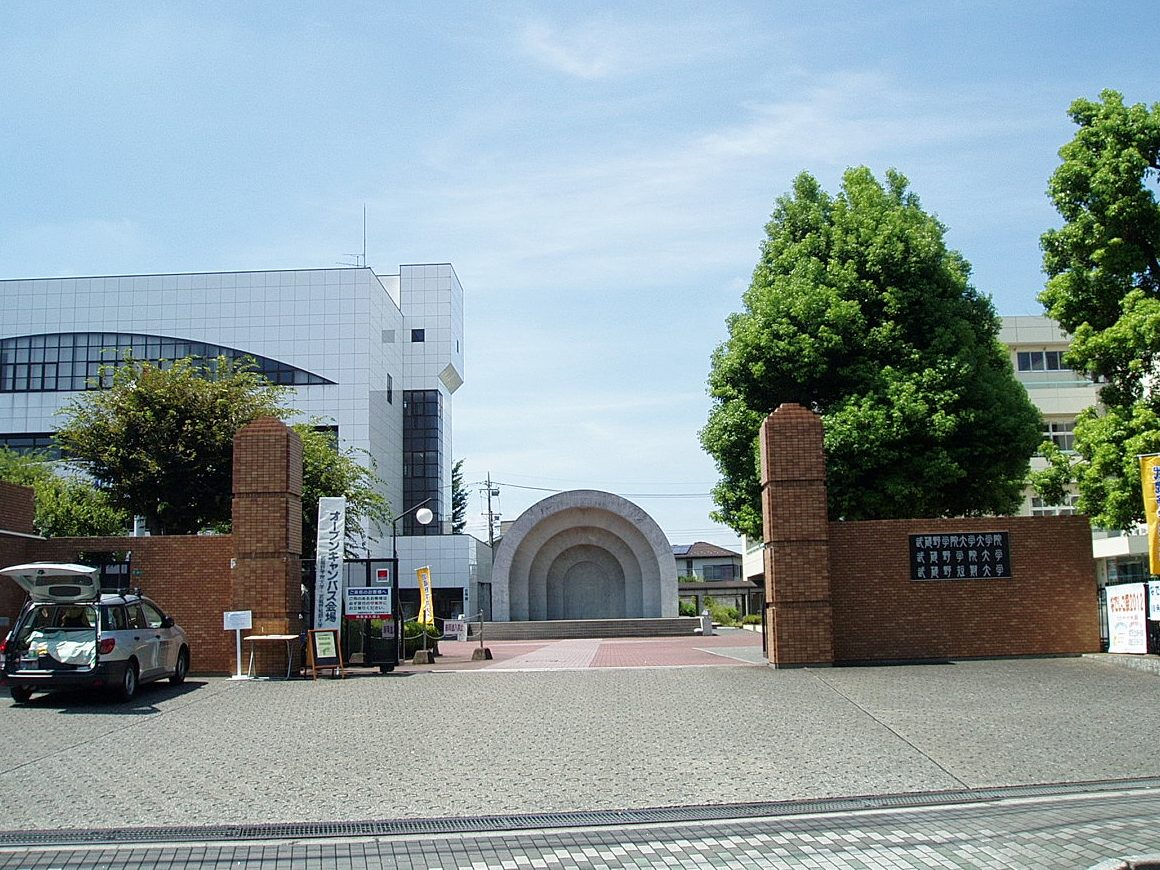
武蔵野学院大学

- 東京家政大學狹山校舍
- 西武文理大學（日语：西武文理大学）
- 武藏野學院大學（日语：武蔵野学院大学）
- 埼玉女子短期大學

#### 其他學校
- 社團法人狹山市醫師會立狹山准看護學校

### 消防
- 埼玉西部消防組合（日语：埼玉西部消防組合）：所澤、入間、飯能、日高等5市組成。
  - 狹山消防署（上奧富）
    - 富士見分署（中央4丁目）
    - 廣瀨分署（廣瀨2丁目）
    - 水野分署（水野）

### 警察
- 狹山警察署（日语：狭山警察署）
- 埼玉縣警察（日语：埼玉県警察）地域部航空隊（日语：都道府県警察航空隊）（狹山市稻荷山、航空自衛隊入間基地內）

### 國家機關
- 航空自衛隊入間基地

### 縣機關

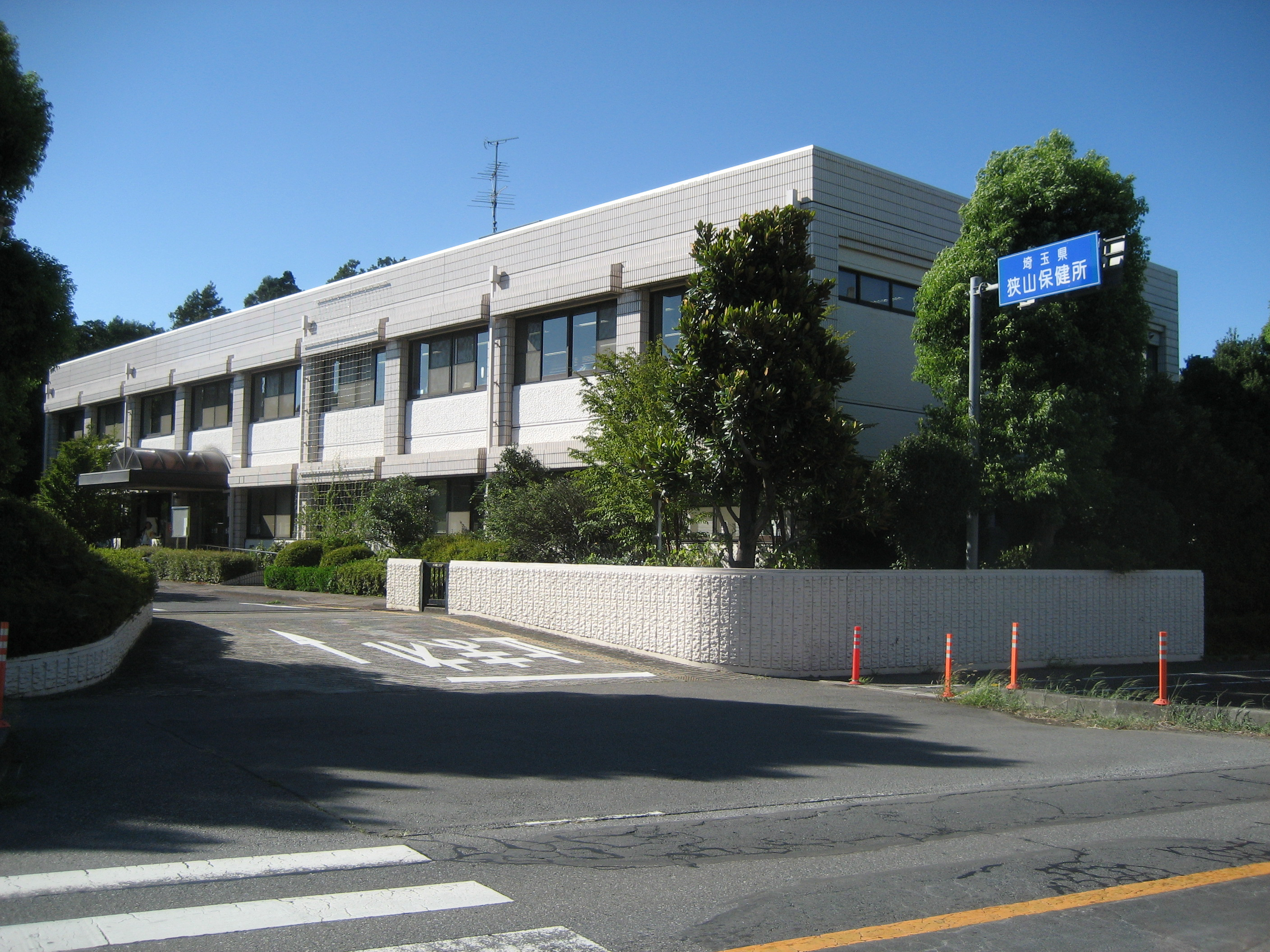
狹山保健所

- 狹山保健所（日语：狭山保健所）

### 郵政
郵遞區號「350-13xx」
- 狹山郵便局（日语：狭山郵便局） - 集配區域：狹山市全域、入間市全域
  - 狹山入間川三郵便局
  - 狹山柏原郵便局
  - 新狹山站前郵便局
  - 狹山水野郵便局
  - 狹山鵜之木郵便局
  - 狹山北入曾郵便局
  - 狹山台團地內郵便局
  - 新狹山二郵便局
  - 狹山入曾郵便局
  - 狹山旭郵便局
  - 狹山上廣瀨郵便局
  - 水富郵便局

## 交通

### 鐵路
西武鐵道
- 新宿線：入曾站 - 狹山市站 - 新狹山站
- 池袋線：稻荷山公園站

### 路線巴士
- 西武巴士：狹山營業所（日语：西武バス狭山営業所）、川越營業所（日语：西武バス川越営業所）、飯能營業所（日语：西武バス飯能営業所）。

### 社區巴士
- 狹山市內循環巴士（日语：狭山市内循環バス）「茶之花號」

## 觀光

### 名勝
- 狹山市立智光山公園（日语：智光山公園）：兒童動物園、菖蒲園、總合體育館、狹山市立「智光山莊」（住宿設施）等
- 埼玉縣立狹山稻荷山公園（日语：狭山稲荷山公園）：賞櫻景點、狹山大茶會（さやま大茶会）會場（11月）
- 狹山市立博物館：埼玉縣立狹山稻荷山公園內
- 接觸健康中心 Sapio（サピオ）稻荷山：鄰接埼玉縣立狹山稻荷山公園

### 史跡
- 今宿遺跡：繩文時代住居遺跡
- 廣瀨神社（日语：広瀬神社 (狭山市)）：延喜式內社
- 清水八幡宮（日语：清水八幡宮）：木曾義高（日语：源義高 (清水冠者)）墓所
- 福聚山徳林寺：新田義貞着陣、第十三代橫綱鬼面山谷五郎（武隈家）墓所
- 狹山八幡神社：新田義貞「繋駒之松」（駒繋ぎの松）、足利基氏入間川御陣（日语：入間川御陣）跡[6]
- 堀兼之井：埼玉縣指定遺跡、武藏野台地「蝸牛井（日语：まいまいず井戸）」之一
- 七曲井：埼玉縣指定史跡、武藏野台地「蝸牛井」」之一
- 城山砦跡：中世城郭遺跡（上杉憲政着陣）

### 活動
- 狹山入間川七夕祭（日语：狭山入間川七夕まつり）（8月第1個周六日）－關東三大七夕祭（日语：関東三大七夕祭り）之一。
- 入間基地航空祭（11月3日）

## 出身、定居的知名人士
- 酒井法子（藝人，小學時代在此度過）
- 塚本信夫（演員，定居市內）
- 細野晴臣（音樂家，住在市內美軍宿舍（通稱美國村（日语：狭山アメリカ村））[7]。）
- Rola（時尚模特兒，狹山市生）

## 特產
- 沙丁魚鬆「狹山」
- 狹山抹茶「明松」（みょうしょう）

## 體育隊伍
- Secom Rugguts（日语：セコムラガッツ）（日本橄欖球聯盟（日语：ジャパンラグビートップリーグ））
- AS Elfen埼玉（日语：ASエルフェン埼玉）（撫子聯賽1部）
- Honda硬式棒球部（日语：Honda硬式野球部）

## 備註
1. ↑  2006年度狹山市總和生育率僅1.10，低於全國的1.32與埼玉縣的1.24。
2. ↑  狭山市史 現代資料編
3. ↑  每日新聞2005年3月18日
4. ↑  狭山市国際交流協会ニュースレターNo.162
5. ↑  前身為「入間村」，原稱「入間地區」。2009年4月1日改稱称「入曾地區」。
6. ↑  入間川御陣正確位置不明，約在德林寺舊境內（入間川2丁目19番地北方）一帶至八幡神社一帶。
7. ↑  專輯「HOSONO HOUSE」中寫下當時住家在狹山市鵜之木。

## 外部連結
- 狭山市 （页面存档备份，存于）